# Grande Compagnia
Ne doit pas être confondu avec Grandes compagnies.
Grande Compagnia (Grande Compagnie) ou Compagnia della Corona (« Compagnie de la Couronne ») ou encore Compagnia dei Tedeschi (« Compagnie des Allemands ») est le nom de la Compagnie di Ventura, composée en majeure partie de mercenaires étrangers (en majorité allemands) actifs en Europe au XIVe siècle.

## Historique

### Fondation
La Grande Compagnia, dite aussi Compagnia della Corona ou Compagnia dei Tedeschi a été fondée en 1342 par Werner von Urslingen (« Duca Guarnier »), avec Ettore da Panigo et Mazarello da Cusano, sur le modèle de la Compagnia di San Giorgio de Lodrisio Visconti dont faisait partie l'un des fondateurs, le duc d'Urslingen, à l'occasion de la Bataille de Parabiago.
À la création de la compagnie, le commandement est assuré par Urslingen, grand promoteur de compagnie de ventura rejoint par son frère aîné Reinhold von Giver, dit Malerba, le condottiere français, Jean Montreal du Bar (« Moriale d'Albarno »), dit Fra' Moriale (1345) et l'allemand Konrad von Landau (« Corrado di Landau »), dit Comte Lando (1348). Cette compagnie était composée en majorité par des mercenaires allemands et hongrois.

### LaGrande Compagniade Werner von Urslingen
En 1342, la première Grande Compagnia guidée par Werner von d'Urslingen était composée d'environ 3,500 mercenaires allemands, les mêmes contingents qui avaient fait le siège de Lucques et à la solde de Pise, remporté une bataille contre Florence.
Comme compagnia di ventura, elle est surtout célèbre par la violence, saccages et dévastations perpétrées par Urslingen et sa soldatesque dans les territoires traversés.
Les principales villes concernées par ses exactions sont Florence, Sienne, Pérouse et Bologne. Pour faire face, les seigneuries locales, Maison d'Este, Della Scala, Gonzague, Visconti et Pepoli, se coalisèrent afin de se défendre des attaques de la Grande Compagnia. Cette coalition a contraint Werner von Urslingen d'éviter les territoires ainsi protégés et décida d'attaquer les territoires des Malatesta.
La Grande Compagnie était composée de 3,500 mercenaires et de 1 000 soldats de diverses origines : aventuriers, marchands, paysans...
En août 1347, la Grande Compagnia se place à la solde de Louis Ier de Hongrie pour combattre sa cousine et belle-sœur, la reine Jeanne du royaume de Naples, responsable de la mort de son mari André.
Werner von d'Urslingen, à la tête de 500 hommes, se dirigea vers L'Aquila, où il battit les Angevins, puis atteint Sulmona avec 1 000 hommes, et ensuite Naples, où, au bout de 80 jours, il conquiert le royaume en lui infligeant une lourde défaite, contraignant à la fuite la reine Jeanne et son nouveau mari Louis de Tarente.

### LaGrande Compagniade Fra' Moriale e du Comte Lando
Werner d'Urslingen est mort en février 1354 et la Grande Compagnia est reformée par Fra' Moriale qui en a pris le commandement.
Dans la compagnia di ventura' constituée en majorité d'allemands, affluent de nombreux condottieres provençaux et italiens. Sous la guide de Frà Moriale, les territoires de Malatesta et de la Toscane ont été saccagés.
Au mois d'août, après la mort de Frà Moriale, décapité à Rome, le commandement de la compagnie est repris par le Comte Lando qui a rejoint la Lega antiviscontea (« ligue anti-Visconti »).
Il renforça la compagnie avec l'arrivée de Anichino di Bongardo qui finit par atteindre 4 000 unités. De nombreuses femmes ont aussi rejoint la compagnie.
En juillet 1358, la compagnie a été attaquée dans le Val del Lamone par les habitants en réponse aux violences subies, Ce sont 300 mercenaires qui ont été tués et 1 300 dépouillés de tous leurs biens.
En 1359, l'effectif de la compagnie qui est engagée dans les batailles contre Rimini, Fabriano, Camerino, Florence et les États pontificaux atteint 20 000 hommes.
Au cours du mois de juin de 1359, la Grande Compagnie est défaite à Campo delle mosche (en) par les troupes florentines de Pandolfo Malatesta.
Au mois de janvier 1363, la Grande Compagnie, passée à la solde des Visconti, a été défaite par la Compagnia Bianca d'Albert Sterz, alliée du marquisat du Monferrat, à la bataille de Canturino, près de Novare. Son chef, le Comte Lando, blessé et fait prisonnier, meurt le jour même des suites de ses blessures.

## Sources
- (it) Cet article est partiellement ou en totalité issu de l’article de Wikipédia en italien intitulé « Grande Compagnia » (voir la liste des auteurs).